# Perfect (Simple Plan)
Perfect is de vierde single van de Canadese rockband Simple Plan, afkomstig van het debuutalbum No Pads, No Helmets... Just Balls. De akoestische versie van het nummer is gebruikt voor de tienerfilm Confessions of a Teenage Drama Queen met Lindsay Lohan. Daarnaast is de albumversie opgenomen in het spel Karaoke Revolution Volume 2. In een aflevering van de Amerikaanse sitcom Girlfriends kom het nummer kort langs.
Perfect was, net als de voorgaande singles, succesvol in Canada, Australië en Nieuw-Zeeland. In Canada kwam hij op 5, in Australië op 6. In Nieuw-Zeeland bereikte hij de 14e positie. In Brazilië kwam hij pas later, in 2006, binnen. Hij piekte op 1 toen de live-versie van het nummer werd uitgebracht. Het was hun grootste hit in Amerika op dat moment, met een 24e plaats in de Billboard Hot 100.

## Videoclip
In de clip is de band te zien die op het dak van een huis speelt. Er zijn beelden te zien van tieners die proberen te ontsnappen van de druk en de stress. Uiteindelijk komt het bij allen tot een uitbarsting.
In een akoestische versie van het nummer praat de band nog even voordat ze beginnen. Hierin zegt bassist David Desrosiers vlak voordat ze beginnen "It's about me". Het is niet bekend of dit serieus opgevat moet worden of niet.
De clip is geproduceerd door Liz Friedlander.

## Tracklist
| Nr. | Titel                | Duur |
| --- | -------------------- | ---- |
| 1.  | Perfect              | 4:41 |
| 2.  | Perfect (Akoestisch) |      |
| 3.  | Happy Together       |      |

## Charts
| Land             | Charts          | Charts |
|                  | Hoogste positie |        |
| ---------------- | --------------- | ------ |
| Australië        | 6               |        |
| Brazilië         | 1               |        |
| Canada           | 5               |        |
| Nieuw-Zeeland    | 14              |        |
| Verenigde Staten | 24              |        |